# 魯米奧爾霍山
14°46′13″S 72°35′25″W / 14.77028°S 72.59028°W
魯米奧爾霍山（Rumi Urqu），是秘魯的山峰，位於該國南部阿普里馬克大區，由拉烏尼翁省的普伊卡區負責管轄，屬於萬索山脈的一部分，海拔高度5,000米。